# Абдул-Хуссейн Мірза Фарманфарма
Абдул-Хуссейн Мірза Фарманфарма (перс. عبدالحسین میرزا فرمانفرما; 30 березня 1857 — 15 квітня 1939) — перський — державний і політичний діяч, прем'єр-міністр країни наприкінці 1915 — початку 1916 років.

## Кар'єра
1892 року отримав пост губернатора Керману. Від 1896 до 1897 року був військовим міністром. 12 січня 1898 року був призначений на посаду губернатора Фарсу. Того ж року виїхав до Єгипту. Після повернення на батьківщину, 1903 року, отримав пост губернатора Керманшаху. 1906 року став губернатором Тебриза, а 1908 — знову губернатором Керману. Після цього обіймав посади міністра юстиції й міністра внутрішніх справ. Наприкінці 1915 року очолив уряд, але його кабінет проіснував трохи більше двох місяців.